# Forêts décidues de Corée centrale
Localisation
Les forêts décidues de Corée centrale forment une écorégion terrestre définie par le Fonds mondial pour la nature (WWF), qui appartient au biome des forêts de feuillus et forêts mixtes tempérées de l'écozone paléarctique. Elle s'étend sur la plus grande partie de la péninsule coréenne à l'exception de la côte sud (forêts sempervirentes de Corée méridionale), du Pyongan et des montagnes du nord ou de haute altitude (forêts mixtes de Mandchourie et des monts Changbai). Dans les plaines, l'habitat naturel est devenu rare car il est situé dans une région fortement peuplée, à l'exception de la zone coréenne démilitarisée qui sert de refuge à de nombreuses espèces, en particulier des oiseaux migrateurs. 
C'est une région de montagnes relativement peu élevées mais pratiquement omniprésentes qui est soumise à un climat continental humide avec sécheresse hivernale (Dwa selon la classification de Köppen). Elles sont bien arrosées (plus de 1000 mm de précipitations par an), la pluie tombant essentiellement en été mais avec des variations importantes d'une année sur l'autre. En hiver, le vent soufflant du continent apporte des températures froides et de la sécheresse.

## Flore

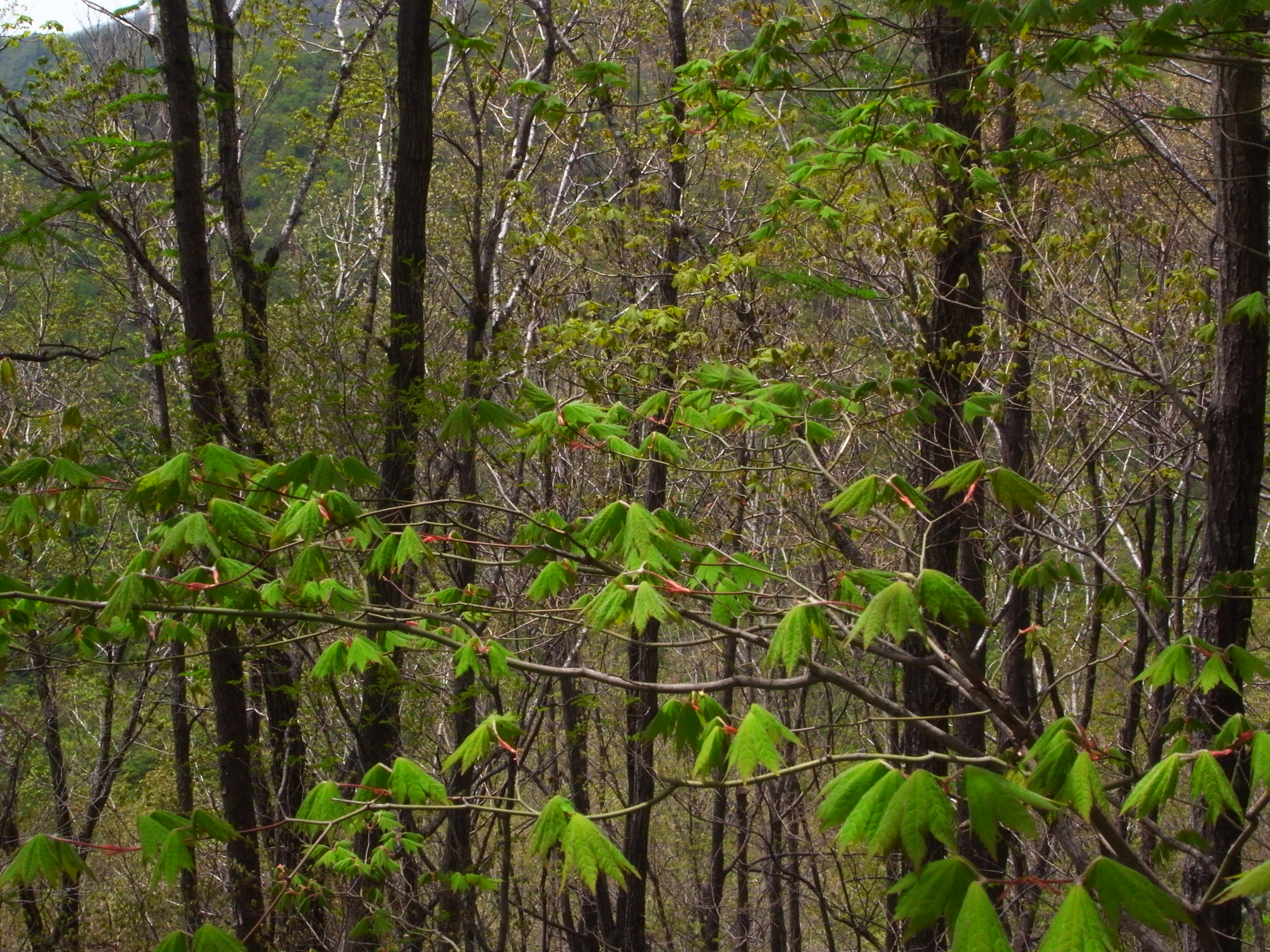
Érables de Corée sur le Jirisan

La flore caractéristique de cette région varie du sud au nord. Au sud, les arbres les plus représentatifs sont les charmes du Japon et de Tchonosk ainsi que le pin noir du Japon, l'érable palmé, le chêne du Japon, le styrax tandis que le bambou phyllostachys se répand dans les zones déboisées. Dans le nord, plus frais, ce sont les chênes de Mongolie et serrata et le sapin de Mandchourie qui dominent ainsi que l'érable, le bouleau, le charme, le micocoulier, le frêne rhynchophylla, le noyer de Mandchourie, le maackie de l'Amour, le platycarya strobilacea, le cerisier à grappes, le poirier de l'Ussuri et l'orme.